# Liste der Monuments historiques in Dommartin-Dampierre
Die Liste der Monuments historiques in Dommartin-Dampierre führt die Monuments historiques in der französischen Gemeinde Dommartin-Dampierre auf.

## Liste der Objekte
| Bezeichnung                | Beschreibung                                                                       | Standort                                                | Kennzeichnung | Schutzstatus | Datum | Bild |
| -------------------------- | ---------------------------------------------------------------------------------- | ------------------------------------------------------- | ------------- | ------------ | ----- | ---- |
| Skulptur Heilige Katharina | Holz, farbig gefasst, 15. Jahrhundert; im Pfarrhaus von Sainte-Menehould deponiert | Dommartin-la-Planchette, in der Kirche St-Martin (Lage) | PM51002115    | Inscrit      | 1974  |      |